# Guitar Resonator

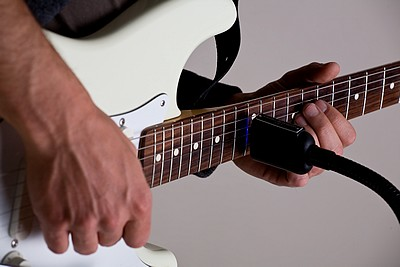
Erzeugen von Rückkopplungen mit dem Guitar Resonator

Der Guitar Resonator ist ein Effektgerät für Elektrische Gitarren zum Erzeugen von Rückkopplungen.
Ein elektromagnetischer Aktor auf einem Mikrofonstativ verstärkt die Schwingungen der Saiten bis zur Dauerschwingung.

## Beschreibung
Das gezielte Spielen mit – normalerweise unerwünschten – Rückkopplungen begann in den 1950er Jahren mit dem Aufkommen der Rockmusik. Bekannt wurde diese Spieltechnik insbesondere durch Musiker wie Jeff Beck, Pete Townshend und Jimi Hendrix, die gezielte Rückkopplungen dadurch erzeugten, dass sie die Gitarre dicht an die Lautsprecher ihres Gitarrenverstärkers hielten. Das führt in Verbindung mit einer hohen Lautstärke dazu, dass die Schallwellen die Saiten zum Schwingen anregen, so dass praktisch ein endloser Ton entsteht.
In den 1970er Jahren erschienen erste Geräte wie der E-Bow,
die Saiten mit einem elektromagnetischen Feld in Schwingung versetzten. Später hinzu kamen in die Gitarre eingebaute elektromagnetische Aktoren, bekannt geworden unter dem Namen Sustainer, u. a. in Fernandes Guitars und populär geworden durch den Gitarristen Steve Vai.
Der 2008 auf den Markt gekommene Guitar Resonator unterscheidet sich vom E-Bow und den Sustainern insbesondere durch seine ortsfeste Anordnung in Verbindung mit einem stärkeren magnetischen Wechselfeld.
Die daraus resultierende neue Spieltechnik wurde erstmals bekannt durch Uli Jon Roth.

## Funktionsprinzip

Funktionsprinzip des Guitar Resonators

Aus dem Signal des gewählten Gitarrentonabnehmers wird das Ansteuersignal für den Aktor gebildet, der – abhängig von der Spieltechnik – eine oder mehrere Saiten in Schwingung versetzt. Da eine Verstärkung der Saitenschwingungen die Signalspannung im Gitarrentonabnehmer erhöht, entsteht eine positive Rückkopplung die den Ton hält. Der Klang entspricht dem von Rückkopplungen über die Schallwellen bei laut gespielten Verstärkern. Die Frequenzen der Dauerschwingungen sind Grundtöne oder Harmonische, was über die Phasenumschaltung am Gerät und durch die Spieltechnik (siehe unten) vorgegeben werden kann.

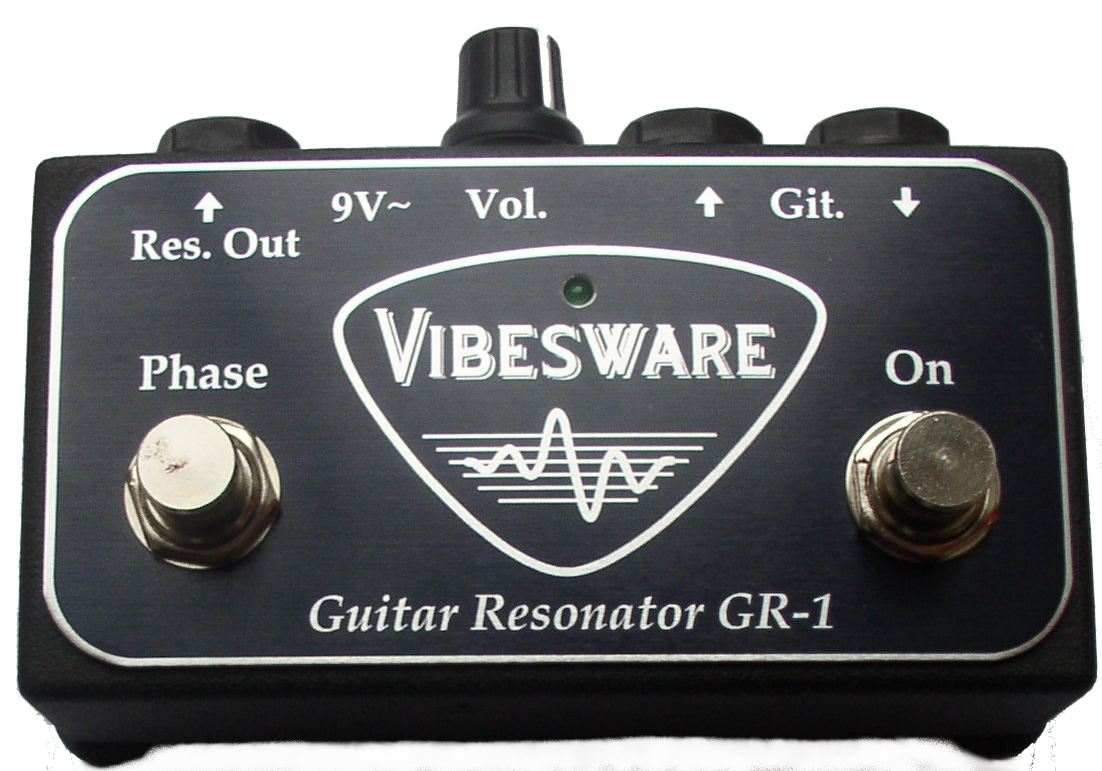
Guitar Resonator – Driver Box

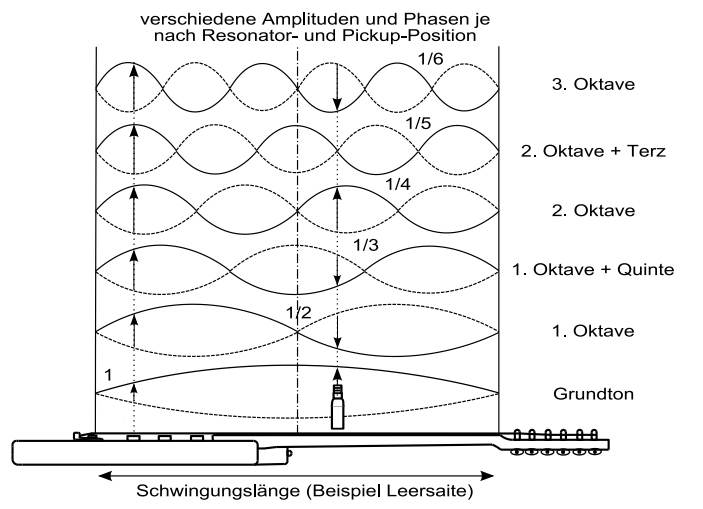
Steuerung der Saitenschwingung bei Rückkopplungen: Die Frequenz der Dauerschwingung hängt ab von den unterschiedlichen Amplituden und Phasenlagen an unterschiedlichen Positionen entlang der schwingenden Saite

## Spieltechnik
Der Gitarrist kontrolliert den Übergang von normaler ausklingender Saitenschwingung zur Dauerschwingung über den Abstand des Resonators zu den Saiten. Durch unterschiedliche Positionierung des Aktors entlang des Griffbretts kann der Wechsel von Grund- zu Obertönen gesteuert werden.

## Anwendungsbeispiele
Beispiele bekannter Künstler, bei denen der Guitar Resonator eingesetzt wurde:
- Uli Jon Roth: Under A Dark Sky – 2009 (Benediction u. a.)
- Saga (Band): 20/20 – 2012, The Human Condition – 2009 (Avalon etc.)
- Kee Marcello: Redux Europe – 2012 (Girls from Lebanon u. a.)
- Håkon Storm-Mathisen: Zinober – 2012 (Soldatsang)

## Referenzen
- Michael Molenda: Vibesware GR-1 and GR-Junior II Guitar Resonators, in: Guitar Player, 08/2015
- Pete Prown: Sustain for Days: The Vibesware Guitar Resonator GR-Junior II, in: Vintage Guitar 07/2015
- David Greeves: Vibesware Guitar Resonators GR-1 and GR-Junior, in: Sound On Sound, 07/2011
- Bruno Mazzei: Guitar Resonator GR-1 – L’irresistibile attrazione … magnetica, in: Age of Audio (I), 08/2011
- Thomas Jeschonnek: Vibesware Guitar Resonator GR-Junior, in: Gitarre & Bass (D), 05/2011
- Ira Stylidiotis: Vibesware Guitar Resonator GR-Junior, in: Guitar (D), 02/2011
- Trevor Curwen: Vibesware Guitar Resonator GR-Junior, in: Guitarist (UK), 01/2011
- Brian Johnston: Vibesware GR-1 Guitar Resonator, in: Music Gear Review (USA), 08/2010
- Greg Geller: Vibesware Guitar Resonator GR-1, in: Future Music New York, 12/2010
- Greg Hurley: Vibesware GR-1 Guitar Resonator, in: Recording Magazine Vol. 23 No. 2, 11/2009
- Jörg Heid: Vibesware Guitar Resonator, in: Instrumentenbau 7–8/2008